# 미스 캐스트 어웨이
《미스 캐스트 어웨이》(영어: Miss Cast Away and the Island Girls 혹은 Miss Cast Away, 2008년 재발매 제목은 영어: Silly Movie 2)는 미국에서 제작된 브라이언 마이클 스톨러 감독의 2004년 패러디 코미디 영화이다. 에릭 로버츠 등이 출연하였고, 글로리아 프라이어 등이 제작에 참여하였다. 마이클 잭슨이 사망 전 마지막으로 출연한 대본 기반 영화이다.

## 출연진
- 에릭 로버츠
- 찰리 슐라터
- 조이스 지라드
- 스튜어트 팬킨
- 에번 매리엇
- 마이클 잭슨
- 진 그레이택
- 리처드 핼펀
- 콜린 섀넌
- 블라이스 메츠
- 앨리 모스
- T.J. 스톰
- 팻 모리타

## 기타 제작진
- 협력 제작: 로이 “버키” 무어
- 미술: 리카 나카니시